# Lisa Brennauer
Lisa Brennauer (Kempten, Baviera, 8 de juny de 1988) fou una ciclista alemanya que va destacar en la ruta i en la pista. Professional des del 2009 fins a l'agost del 2022.
En ruta va aconseguir diferents medalles als Campionats del món, entre elles una d'or en Contrarellotge i dues en Contrarellotge per equips i va ser cinc cops campiona nacional en contrarellotge i quatre en ruta.

## Palmarès en ruta
- 2005
  -  Campiona del món júnior en contrarellotge
- 2009
  - Vencedora d'una etapa a l'Albstadt-Frauen-Etappenrennen
- 2013
  -  Campiona del món en contrarellotge per equips
  -  Campiona d'Alemanya en contrarellotge
  - 1a a l'Open de Suède Vårgårda TTT
  - Vencedora d'una etapa del Tour del Llenguadoc-Rosselló
- 2014
  -  Campiona del món en contrarellotge
  -  Campiona del món en contrarellotge per equips
  -  Campiona d'Alemanya en ruta
  -  Campiona d'Alemanya en contrarellotge
  - 1a al Tour d'Overijssel
  - 1a a l'Auensteiner-Radsporttage i vencedora de 2 etapes
  - 1a a l'Open de Suède Vårgårda TTT
  - Vencedora de 2 etapes a la Volta a Turíngia
  - Vencedora d'una etapa al Boels Ladies Tour
- 2015
  -  Campiona del món en contrarellotge per equips
  - 1a a l'Energiewacht Tour
  - 1a al The Women's Tour i vencedora d'una etapa
  - 1a al Boels Ladies Tour i vencedora de 2 etapes
  - Vencedora d'una etapa a la Gracia Orlová
  - Vencedora de 2 etapes a la Volta a Turíngia
- 2016
  - 1a a l'Omloop van Borsele (CRI)
  - Vencedora d'una etapa a l'Auensteiner-Radsporttage
  - Vencedora d'una etapa al Boels Ladies Tour
- 2017
  - 1a a la Volta a Turíngia i vencedora d'una etapa
  - Vencedora d'una etapa al Healthy Ageing Tour
  - Vencedora d'una etapa al Boels Ladies Tour
- 2018
  -  Campiona d'Alemanya en contrarellotge
  - 1a a la Volta a Turíngia i vencedora d'una etapa
- 2019
  -  Campiona d'Alemanya en ruta
  - 1a al Festival Elsy Jacobs i vencedora d'una etapa
  - 1a a La Madrid Challenge by La Vuelta i vencedora d'una etapa
  - Vencedora d'una etapa al Healthy Ageing Tour
- 2020
  -  Campiona d'Europa de relleus mixts contrarellotge
  -  Campiona d'Alemanya en ruta
  - 1a a La Madrid Challenge by La Vuelta i vencedora d'una etapa
- 2021
  -  Campiona del món en contrarellotge mixte
  -  Campiona d'Alemanya en ruta
  -  Campiona d'Alemanya en contrarellotge
- 2022
  -  Campiona d'Alemanya en contrarellotge

## Palmarès en pista
- 2011
  -  Campiona d'Alemanya en Òmnium
- 2013
  -  Campiona d'Alemanya en persecució
- 2018
  -  Campiona d'Europa en persecució
  -  Campiona d'Alemanya en persecució
- 2021
  -  Campiona olímpica en persecucció per equips, Jocs Olímpics de Tòquio
  -  Campiona del món en persecució
  -  Campiona del món en persecució per equips
  -  Campiona d'Europa en persecució
  -  Campiona d'Europa en persecució per equips
- 2022
  -  Campiona d'Europa en persecució per equips